# Kau Yi Chau
Kau Yi Chau (kinesiska: 交椅洲) är en ö i Hongkong (Kina). Den ligger i den centrala delen av Hongkong. Arean är 0,23 kvadratkilometer.
Terrängen på Kau Yi Chau är lite kuperad. Öns högsta punkt är 101 meter över havet. Den sträcker sig 0,5 kilometer i nord-sydlig riktning, och 0,6 kilometer i öst-västlig riktning.